# Grammia coelebs
Grammia coelebs är en fjärilsart som beskrevs av Martyn. Grammia coelebs ingår i släktet Grammia och familjen björnspinnare. Inga underarter finns listade i Catalogue of Life.